# Joan I de Luxemburg
Joan I de Luxemburg (luxemburguès: Jean vu Lëtzebuerg)  (Castell de Berg, 5 de gener de 1921 - Ciutat de Luxemburg, 23 d'abril de 2019) va ser un aristòcrata luxemburguès, Gran duc de Luxemburg des de l'any 1964 i fins a l'any 2000, any en què abdicà en favor del seu fill primogènit, Enric I de Luxemburg.

## Orígens familiars
Nascut al Castell de Berg al gran ducat de Luxemburg el dia 5 de gener de l'any 1921, sent fill del príncep Fèlix de Borbó-Parma i de la gran duquessa Carlota I de Luxemburg. Joan era net per via paterna del duc Robert I de Parma i de la infanta Maria Antònia de Portugal mentre que per via materna ho era del gran duc Guillem IV de Luxemburg i de la infanta Maria Anna de Portugal.
L'any 1940 la família gran ducal hagué d'abandonar el país per l'ocupació nacionalsocialista. Tant el príncep Fèlix com el mateix Joan s'allistaren com a voluntaris a l'exèrcit britànic. Participà en el desembarcament de Normandia i a la batalla de Caen i al posterior alliberament de Brussel·les. El 10 de setembre de l'any 1944 encapçalà l'alliberament del gran ducat.

## Núpcies i descendents
No fou fins a l'any 1952 que es comprometé amb la princesa Josepa Carlota de Bèlgica, filla del rei Leopold III de Bèlgica i de la princesa Àstrid de Suècia. La parella es comprometé per raons d'estat i malgrat que els dos mantenien idil·lis amb altres persones conformaren una unió feliç i estable al llarg de més 50 anys de matrimoni. La parella tingué cinc fills:
- SAGD la princesa Maria Àstrid de Luxemburg, nascuda al castell de Betzdorf el 1954. Es casà el 1982 amb l'arxiduc Carles Cristià d'Àustria.
- SAR el gran duc Enric I de Luxemburg, nat al castell de Betzdorf el 1955. L'any 1981 es casà amb Maria Teresa Mestre.
- SAGD el príncep Joan de Luxemburg, nat al castell de Betzdorf el 1957. Es casà amb Hélène Vestur l'any 1987.
- SAGD la princesa Margarida de Luxemburg, nada al castell de Betzdorf el 1957. Es casà amb el príncep Nicolau de Liechtenstein.
- SAGD el príncep Guillem de Luxemburg, nat al castell de Betzdorf el 1963. Es casà el 1994 amb Sibil·la Weiller, besneta del rei Alfons XIII d'Espanya.

## Ascens i abdicació
Amb l'abdicació de la gran duquessa Carlota l'any 1964 esdevingué gran duc de Luxemburg. Al llarg de 36 anys exercí funcions de cap d'estat representant el gran ducat arreu del món i esdevingué la imatge pública i internacional d'un dels països econòmicament més rics del món.
L'any 2000 abdicà en favor del seu fill i quatre anys després moria a l'edat de 77 anys la seva esposa.